# کارلوس دل کوسو
کارلوس دل کوسو (اسپانیایی: Carlos del Coso‎؛ زادهٔ ۲۴ آوریل ۱۹۳۳) بازیکن هاکی روی چمن اهل اسپانیا بود.